# Song Yet to Be Sung
Song Yet to Be Sung è un album discografico di Perry Farrell, pubblicato il 17 luglio 2001 dall'etichetta discografica inglese Virgin Records.
Inizialmente doveva essere intitolato The Diamond Jubilee.
È il secondo album pubblicato da Perry Farrell come solista dopo Rev, del 1999.
In questo album Farrell rimane fedele all'alternative rock, ma è influenzato dalla mistica Ebraica, dalla Cabala e dal Giubileo.
L'album contiene collaborazioni con alcuni degli ex compagni di band di Farrell, tra cui Dave Navarro, Stephen Perkins e Martyn LeNoble.

## Tracce
1. Happy Birthday Jubilee – 4:39
2. Song Yet to Be Sung – 4:54
3. Did You Forget – 4:10
4. Shekina – 4:53
5. Our Song – 4:21
6. Say Something – 3:45
7. Seeds – 3:48
8. King Z – 3:31
9. To Me – 2:59
10. Nua Nua – 4:37
11. Admit I – 4:23
12. Happy Birthday Jubilee (reprise) – 2:40